# 16 avril 1989
Le dimanche 16 avril 1989 est le 106e jour de l'année 1989.

## Naissances
- Daniel Parejo, footballeur espagnol
- Apisai Domolailai, joueur de rugby à XV et rugby à sept fidjien
- Laura Pomportes, joueuse française de squash
- Allen Guevara, joueur de football international costaricien
- José Silva, joueur portugais de basket-ball
- Davide Manenti, athlète italien, spécialiste du 200 m et du relais
- Mohamed Ahmed, joueur de football international des émirats arabes unis
- Mia Yim, catcheuse américaine
- Elli Terwiel, skieuse alpine canadienne
- Chris Löwe, footballeur professionnel allemand

- Heartbreaker, étalon KWPN

## Décès
- Eugène Bizeau (né le 29 mai 1883), chansonnier anarchiste français
- Suzanne Lalique-Haviland (née le 4 mai 1892), illustratrice, décoratrice d'intérieur française
- Katia Granoff (née le 16 juillet 1895), galériste et poétesse française d'origine russe
- Charles Van Nueten (né le 4 juin 1899), architecte moderniste belge
- Piet Aalberse (né le 23 avril 1910), juriste et homme politique néerlandais
- Toufic Youssef Aouad (né le 28 novembre 1911), écrivain et diplomate libanais
- Kaoru Ishikawa (né en 1915), ingénieur chimiste japonais
- Wilhelm Vogel (né le 20 mai 1898), résistant allemand au nazisme

## Autres événements
- Sortie de la chanson 2300 Jackson Street